# Randy: SOS Matrimonio
Randy: SOS Matrimonio (Randy to the Rescue) è un programma televisivo condotto da Randy Fenoli  trasmesso in Italia dal 2013 su Real Time.

## La trasmissione
Randy Fenoli gira con un tir pieno di abiti da sposa. Il suo obiettivo è quello di aiutare a far sì che anche le future spose più complicate o con esigenze particolari riescano a trovare l'abito per il giorno del matrimonio (le aiuta non solo a trovare l'abito giusto ma anche il trucco e l'acconciatura più bella). Il nome originale del format è Randy to the rescue. La prima stagione del format, in onda in Italia da giugno 2013,  è andata in onda sul canale americano Tlc nel 2012. In produzione la seconda stagione.